# Procatedral de la Divina Misericordia
La Procatedral de la Divina Misericordia o simplemente Iglesia de la Divina Misericordia es el nombre que recibe un edificio religioso afiliado a la Iglesia Católica que se encuentra ubicado en la ciudad de Moulvibazar (también escrito Maulvibazar মৌলভীবাজার) en el distrito del mismo nombre, en la parte noreste del país asiático de Bangladés.
El templo sigue el rito romano o latino y es la iglesia madre o principal de la diócesis de Sylhet (Dioecesis Sylhetensis; সিলেট এর বিশপের এলাকা) que fue creada por el papa Benedicto XVI en 2011 mediante la bula "Missionali Ecclesiae".
Esta bajo la responsabilidad pastoral del obispo Bejoy Nicephorus D’Cruze.